# Daniel Grassl
Daniel Grassl (Merano, 4 de abril de 2002) é um patinador artístico italiano. Ele foi quatro vezes campeão nacional, vice-campeão europeu em 2022 e medalhista de bronze no Campeonato Mundial Júnior em 2019.
Grassl começou a patinar em 2009, com sete anos de idade. Ele competiu internacionalmente nas categorias de júniores avançados da temporada 2012–2013 até 2014–2015 e logo se destacou em competições profissionais. Sua primeira participação nos Jogos Olímpicos foi em 2022 em Pequim.